# Маргезе
Маргезе (нід. Maarheeze) — село в нідерландській провінції Північний Брабант. Входить до муніципалітету Кранендонк.
Його площа становить 1,85 км², а населення станом на 2021 рік складало 4 585 осіб.
Перша згадка про населений пункт датується 1223 роком.
До 1997 року мало статус окремого муніципалітету.

## Визначні уродженці
- Сільвія Гукс — акторка

## Галерея

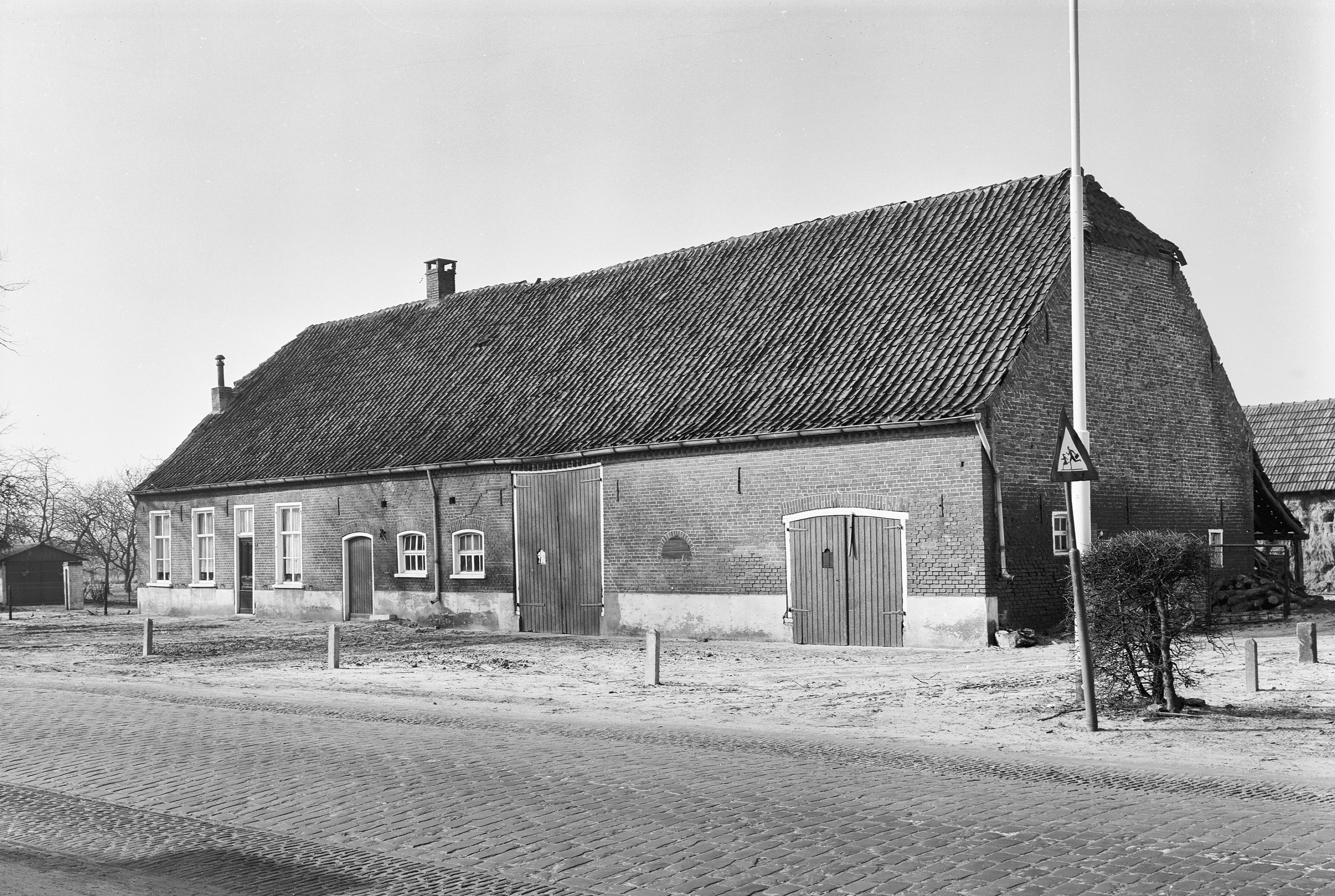
Вулиця в Маргезе
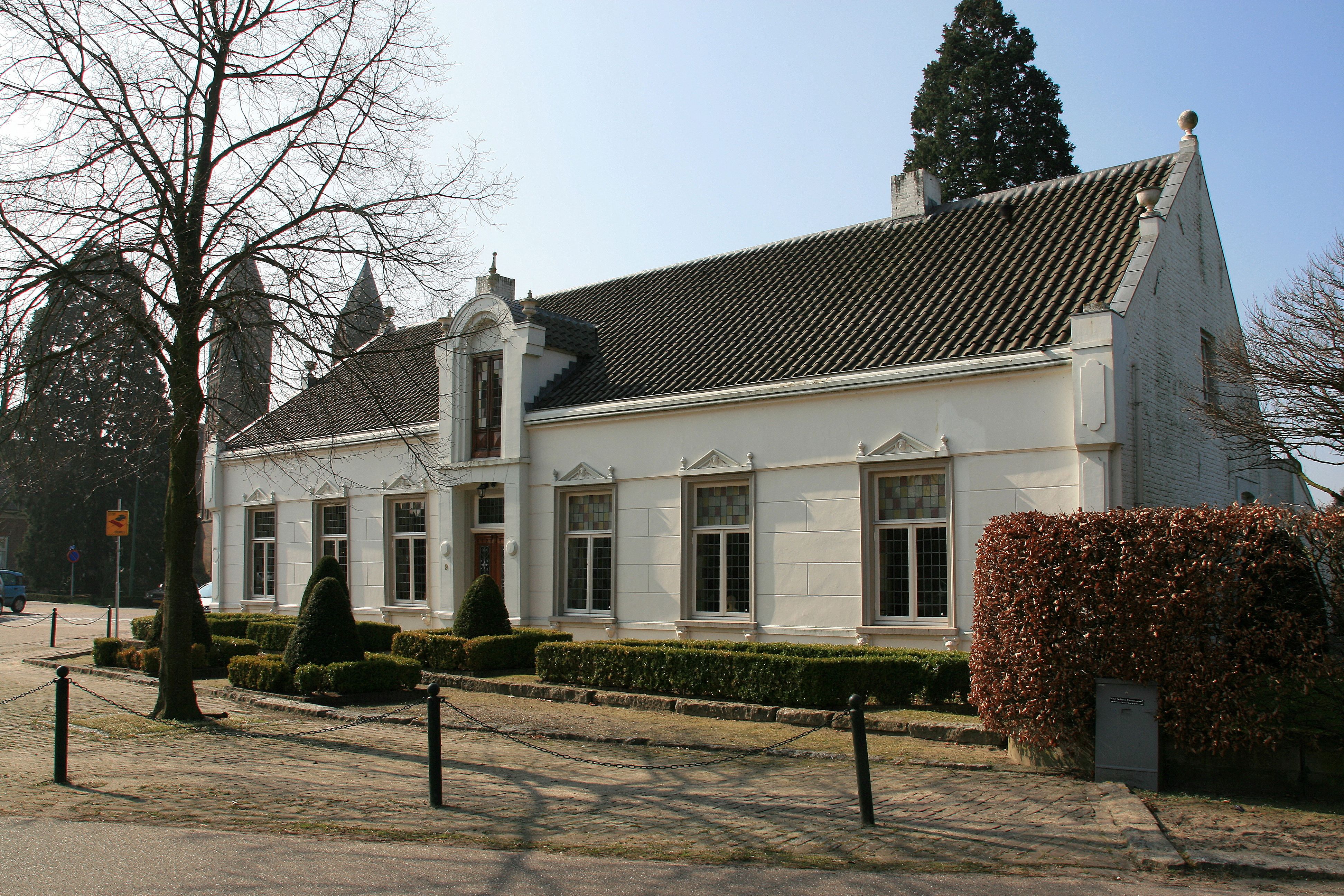
Будинок в Маргезе
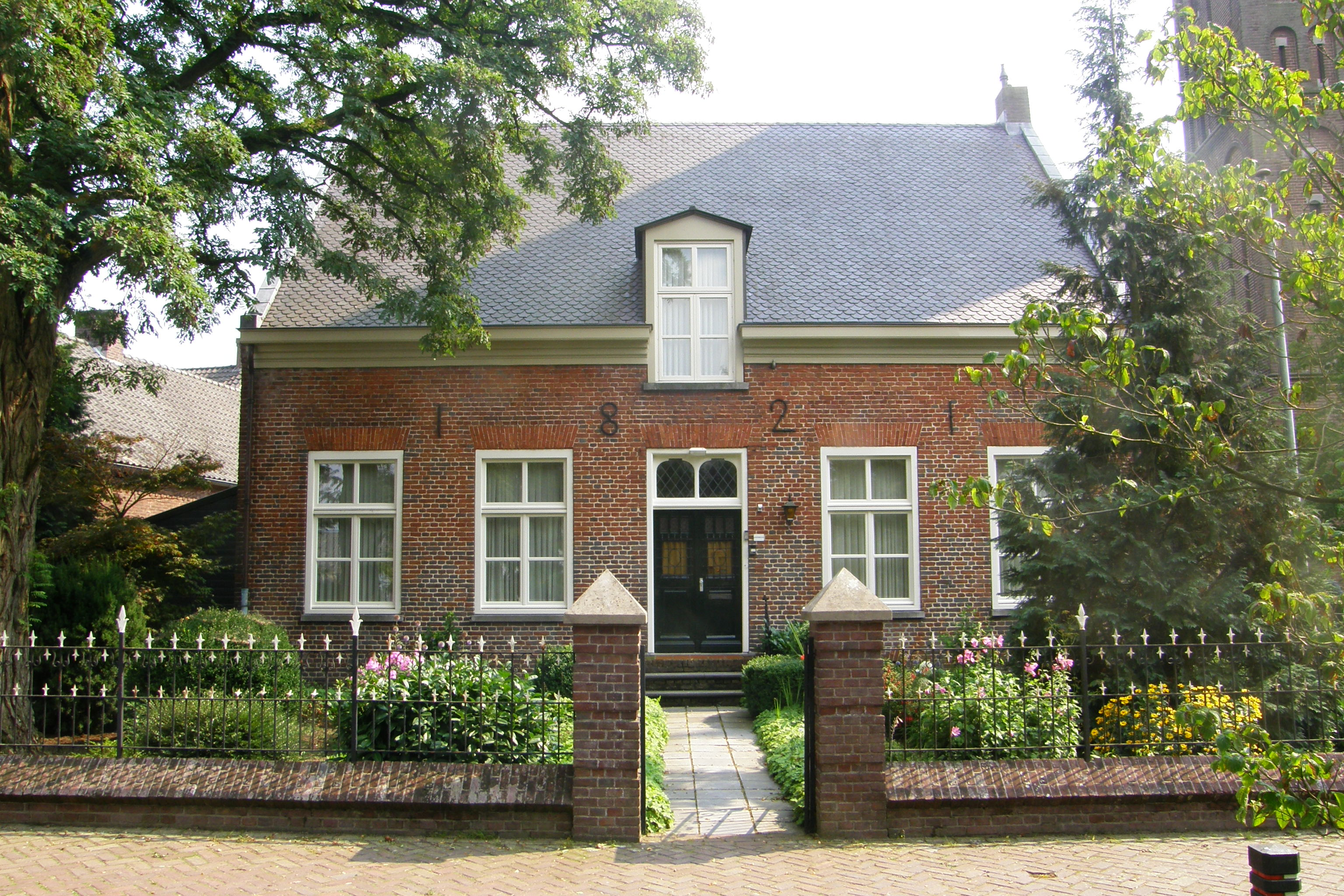
Будинок почту
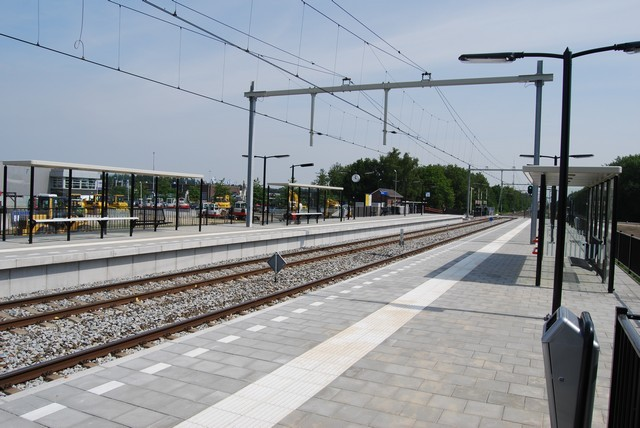
Залізнична станція Маргезе